# Jah’kyla Morton
Jah'kyla Morton (* 9. Februar 2007) ist eine Leichtathletin von den Britischen Jungferninseln, die sich auf den Hochsprung spezialisiert hat und aktuell Inhaberin des Landesrekordes ist.

## Sportliche Laufbahn
Erste internationale Erfahrungen sammelte Jah'kyla Morton bei den CARIFTA Games 2022 in Kingston, bei denen sie mit übersprungenen 1,60 m die Bronzemedaille in der U17-Altersklasse im Hochsprung gewann und im Weitsprung mit 5,41 m den sechsten Platz belegte. Im Jahr darauf gewann sie bei den CARIFTA Games in Nassau mit 1,70 m die Silbermedaille im Hochsprung und schied im 100-Meter-Hürdenlauf mit 14,86 s in der Vorrunde aus. Zudem wurde sie mit der nationalen 4-mal-100-Meter-Staffel in 49,84 s Vierte. Anschließend siegte sie bei den U18-NACAC-Meisterschaften in San José mit neuem Landesrekord von 1,74 m. Bei den CARIFTA Games 2024 in St. George’s belegte sie mit 1,65 m den fünften Platz im Hochsprung in der U20-Altersklasse und im Jahr darauf gewann sie bei den CARIFTA Games in Port of Spain mit 1,70 m die Bronzemedaille.